# Nabarzanes
Nabarzanes (Ναβαρζάνης) fou un persa al servei de Darios III de Pèrsia.
Curti l'esmenta com l'autor d'una carta enviada a Sisines, un persa al servei d'Alexandre el Gran en el qual li demanava de matar el rei macedoni. A la batalla d'Issos va dirigir l'ala dreta de la cavalleria persa. Després es va unir a Bessos de Bactriana i altres sàtrapes que van conspirar contra el rei persa i el van matar. Quan Darios estava reunit amb l'estat major a Ecbàtana va proposar-li de refugiar-se a la part oriental de l'imperi i abdicar la seva autoritat en Bessos; Darios es va ofendre tant que va treure l'espasa per matar-lo cosa que finalment es va poder evitar entre tots. Els conspiradors van decidir fer presoner a Darios però el pla fou descobert al rei per Patró. El rei va refusar refugiar-se entre els mercenaris grecs i finalment els conspiradors el van capturar i el van carregar de cadenes i finalment el van matar.
Nabarzanes va fugir a Hircània i després va escriure a Alexandre oferint la seva rendició si li garantia la seva seguretat personal; Alexandre va acceptar. Posteriorment no torna a ser esmentat.